# Frida Berglund (bloggare)
Frida Ramstedt fd. Berglund, född 1979 i Umeå är en uppmärksammad svensk bloggare om heminredning och design med signaturerna Husmusen och Trendenser. Hon vann Stora bloggpriset 2008 i kategorin livsstil och utsågs till Årets Inredningsblogg på Elle Decoration Award 2016.
Frida har studerat till civilekonom vid Umeå universitet och det var under en utbytestermin i Kanada hösten 2005 som hon började blogga, till en början anonymt under signaturen Husmusen. Under examensarbetet hos IKEA i Kina i mars 2006 började hon sätta ut sitt riktiga namn. Den rikt och skickligt fotoillustrerade bloggen blev snabbt populär. Frida bor i Göteborg, där hon tidigare var anställd som produktionsledare på reklambyrån Forsman & Bodenfors. I september 2009 bytte bloggen namn från Husmusen till Trendenser.